# ぐるりん瀬戸内
ぐるりん瀬戸内（ぐるりんせとうち）とは、2001年1月から2011年3月25日まで、瀬戸内海周辺の近畿・中国・四国地区のANN系列局が共同で実施していたローカルニュース番組内のブロックネット企画。朝日放送を幹事局に、毎週金曜日夕方のローカルニュース内のコーナー枠（18:41から5分程度）で放送されていた。なお、朝日放送以外の系列局では、当コーナーの時間帯のみ朝日放送の番組を同時ネット形式で受けていた。
本項では、朝日放送が離脱した後、広島ホームテレビを幹事局として中国・四国地区の4局で継続している同種企画『瀬戸内リレー』（せとうちリレー）・『瀬戸内グルメ天国』（せとうちグルメてんごく）・『ググッと。瀬戸内』（ググッと。せとうち）についても記述する。

## 概要
当コーナーでは毎週、ある一つの共通テーマを設けたうえで、瀬戸内海に面している府県の放送局の放送エリアの週末情報や季節の話題を扱っていた。しかし実際には、九州朝日放送や大分朝日放送が制作に関わらなかったため、瀬戸内海に面する地域を含む福岡県や大分県（両局の放送エリア）の話題を割愛。その一方で、朝日放送が担当する取材では、瀬戸内海とは一切接していない滋賀県、京都府、奈良県（いずれも同局の放送エリア）や、本来同局のエリアにもなっていない三重県の伊賀地方や徳島県からの情報を紹介することがあった。
「祇園祭」が開催されている場合には、全編京都からの中継。毎年12月に開催される「神戸ルミナリエ」の点灯式を中継する場合には、神戸の点灯式会場からの中継に充てていた。2009年頃からの中継では、メインキャスターを務める朝日放送のアナウンサーに加えて、「ぐるりん」参加局のうち1局の女性アナウンサー1名が持ち回りで担当していた。
全ての局のスタジオはハイビジョン化していたものの、一部の局の送出システムがハイビジョン対応になっていないため4:3標準画質で放送されていたが、2009年10月2日放送分からはハイビジョン映像での放送となった。その一方で、後期には放送枠の制約などから、朝日放送を除く系列4局の内（週ごとの持ち回り形式で）1局からの話題を紹介できなくなっていた。
なお、当企画開始前の1992年から、広島ホームテレビを幹事局に瀬戸内海放送との共同制作による「せとうちトピックス」が『ステーションEYE』（当時ANNで夕方に放送されていた全国ニュース番組）の金曜日ローカル枠の中で両局のスタジオを結んで生放送されていた。その後愛媛にも系列局（愛媛朝日テレビ）が開局した事から、朝日放送が幹事として参加することで発展したものとも言える。ちなみに山口朝日放送では、18時台にローカルワイド番組『ステーションY』を新設した2003年4月から、当企画に加わった。
2011年3月を以て「ぐるりん瀬戸内」としての放送は終了。その後2011年4月8日より同形態のコーナー「瀬戸内リレー」が始まった。SE（アタック音）はぐるりんと同様の音を用い、各局キャスターのネームスーパー、コーナータイトルなどは広島ホームテレビが作成・送出している。
「ぐるりん瀬戸内」との差異として、朝日放送が制作に参加せずその他の4局で制作している（幹事局は広島ホームテレビ）。これまで週替わりで紹介できない放送局があったが参加局からの情報がすべて放送されるようになったが、その後VTR。また、2012年4月からスタジオでの顔出しがなくなり、各局が事前に制作した完全パッケージ素材の送り出しのみで構成するようになり、尺の都合上4局中の3局が紹介される形になった。
2016年4月から、中四国4局企画は、毎週テーマに沿った「食」の話題を紹介する「瀬戸内グルメ天国」に模様替えした。「瀬戸内リレー」末期と同様に全編取材VTRでの構成となっていた。
2020年4月から「ググッと。瀬戸内」に模様替えし、「瀬戸内各局で取材した珍しい○○○、動物園の人気者、絶景スポット、などなど『グっとくるもの、思わずググりたくなるような事象を取り上げるコーナー』」をコンセプトとしている。

## 放送局
番組名は放送終了時点で当コーナーを内包していたローカルニュースのタイトルで表記
- 朝日放送（ABC、近畿2府4県と徳島県） - NEWSゆう+
- 瀬戸内海放送（KSB、岡山県・香川県）  - KSBスーパーJチャンネル
- 広島ホームテレビ（HOME、広島県） - HOME Jステーション
- 山口朝日放送（yab、山口県） - Jチャンやまぐち
- 愛媛朝日テレビ（eat、愛媛県） - eatニュースBOX

## アナウンサー
いずれも出演時点で担当局の社員アナウンサー

- 朝日放送：山本モナ(後にフリーアナウンサーとして独立)→橋詰優子→乾麻梨子（2007年4月 - 2010年3月）→堀友理子（2010年4月 - 2011年3月）
- 瀬戸内海放送：本庄里恵子→岡薫（2009年1月 - 2010年3月）→本庄里恵子（2010年4月 - 2011年3月）
- 広島ホームテレビ：塚本くみ子(後に北陸朝日放送へ移籍)→渡辺美佳→小嶋沙耶香→坪山奏子（2010年4月 - 2011年3月）
- 山口朝日放送：山田香菜子→関真由美（- 2011年3月）
- 愛媛朝日テレビ：市脇康平→柳瀬若菜→村上健太郎→大角茉里→五月女結（- 2011年3月）

## 放送日・放送時間
- 毎週金曜日 18:41.30 - 5分程度（2001年1月 - 2011年3月25日、放送時間は目安）